# Петер Кос
Петер Кос (угор. Kós Péter; народжений Лео Рааб, 15 серпня 1921, Москва — 1994, Будапешт) — угорський комуністичний активіст та дипломат. Постійний представник Угорщини при Організації Об'єднаних Націй (1955—1957).

## Життєпис
У 1944 році отримав ступінь з хімії на факультеті природничих наук Університету Петера Пазманя в Будапешті. Після 1945 року отримав диплом інженера-хіміка та ступінь доктора інженерних наук.
З 1945 року працював у «Péti Nitrogénművek», а потім на спільному угорсько-радянському підприємстві нафтової промисловості під назвою «Molaj». Після приходу комуністів у 1949 році за рекомендацією Центру УДП був запрошений до Міністерства закордонних справ Угорщини, де незабаром був призначений начальником відділу Департаменту економічної політики. У 1952 році він був призначений радником посольства Угорщини у Вашингтоні.
Де він пропрацював протягом року до 1953 року радником посла. У 1954 році був призначений послом Угорської Народної Республіки в Індії. Спираючись на свою вроджену спроможність до вивчення мов, він оволодів гінді і почав збирати матеріал для майбутнього угорсько-хінді словника. Редагований ним угорсько-хінді словник був виданий 1973 року в Будапешті під опікою Академії Кіадо. У грудні 1955 року Угорщина стала членом Організації Об'єднаних Націй. У травні 1956 року Угорщина відправила Пітера Коса до США, відхиливши його заяву залишитися в Індії. Він був призначений послом Угорської Народної Республіки у Вашингтоні, а також головою Постійного представництва Угорщини при Організації Об'єднаних Націй в Нью-Йорку.
Про протести в Будапешті 23 жовтня 1956 р. він дізнався слухаючи Угорське радіо, а пізніше отримував новини переважно з іноземної преси та радіостанцій, оскільки отримував мало інформації через офіційні канали МЗС. З першої хвилини він ставився до подій як до контрреволюції проти соціалістичного державного ладу. 28 жовтня 1956 року відбулося засідання Ради Безпеки ООН для обговорення питання про угорське повстання. Радянський представник в ООН Аркадій Соболєв протестував проти включення цього питання до порядку денного, підкріпивши свою аргументацію текстом заяви уряду Угорщини, що це «внутрішня справа».
З 1957 р. після поразки революції Петер Коса перейшов до зовнішньої служби режиму Яноша Кадара. У 1957 р. очолював Африкано-азійський відділ МЗС, а в 1958 р. був направлений до Москви радником посланника. У 1961—1964 роках був послом Угорської Народної Республіки в Гані. У 1964—1967 рр. у міністерстві закордонних справ Угорщини, він очолював Департамент азійських несоціалістичних країн (САДК). У 1967—1973 роках був послом Угорської Народної Республіки в Індії, а потім працював у департаменті закордонних справ МЗС Угорщини. З 1967 по 1983 роки працював послом Угорщини в Японії. Потім він працював в Угорському інституті закордонних справ як старший науковий співробітник до зміни режиму у 1989 році. Після 1990 року він дав декілька інтерв'ю пресі.